# キャラバン・キッド
『キャラバン・キッド』は、真鍋譲治による日本の漫画作品。月刊少年漫画雑誌『週刊少年サンデー増刊号』（小学館）1986年8月号から1989年1月号まで連載された。単行本は小学館：少年サンデーコミックスより全5巻。

## あらすじ
ヘルガベルド帝国が、突然の大陸侵攻を始めて3年目。辺境の地で商売に勤しむブローカー、ワタルとバボは、帝国軍に追われる女戦士ミアン・トリスを「助けたお礼」として、彼女のペットにさせられ、一緒に旅する羽目になる。ミアンが目指す場所はヘルガベルドの帝都キュラウェル、皇帝シオンの居城であった。

## 主な登場人物

### 主人公たち
ワタル
タウル人の少年。商売では仕入れを担当。頭は良くないがスケベには大いに興味があるどこにでもいるような少年で、炊事や洗濯が得意。
ミアンにペットの印として、首輪を付けられる。
バボ
アコギ人の男。闇ブローカーで商売では販売を担当。常に関西弁で、金儲けのためならば手段は問わない性格で、故郷の商業学校も中退という経歴。ゴーグル付の革製ヘルメットを思わせる帽子が特徴。
ミアンにペットの印として、首輪を付けられる。
アコギ人
寸詰まりの体型にメガネをかけた謎の生物。一族全てが「金儲け」を好む、文字通りのエコノミックアニマル。カダフィ同様に異種族が共存するタイプの真鍋作品に広く登場する。
6000℃の高熱焼却炉に放り込まれても「皮が剥ける程度」で済む面の皮をもつ。また、バボと同様にそれぞれが被っている帽子は彼らの全財産（預金通帳や実印、有価証券など）を保管する特別製。
ミアン・トリス
ビキニアーマーを纏った、尻尾の生えた赤毛の美少女。剣1本で戦車を破壊する凄腕の剣士で、帝国軍により多額の賞金がかけられている。がさつで乱暴な性格だが、義理堅く仲間思い。
その正体は、人間と区別がつかないほど精巧に作られた「第4世代」のアンドロイド。ワタルたちが住む星の技術水準を遥かに上回る科学技術で作られており、シオン皇帝に敵対する何らかの使命を負った「ブレーカー」と呼ばれる存在である。

### ヘルガベルド帝国
シオン・クライス
ヘルガベルド帝国の現皇帝。髪の長い美少女で、ミアンと同等に渡り合えるほどの戦士でもある。
その正体は、ミアンと同じく人間と区別がつかないほど精巧に作られた「第4世代」のアンドロイド。ミアンと同じ技術で作られた存在で、「インペリアン」と呼ばれる存在。ある目的のためにミアンを必要としている。
アルベルト・ケッセルリンク元帥
帝国軍の参謀総長でシアン皇帝の側近。皇帝に従順で忠誠を尽くすタイプで、マインシュタインからは「皇帝陛下の草履取り」と揶揄されている。
エリッヒ・フォン・マンシュタイン元帥
帝国軍の将軍で、ケッセルリンクとは士官学校時代からのライバル。実力で勝ち上がってきたタイプらしく、軍内では「常勝将軍」と呼ばれるシーンもある。

### その他
カダフィ
武装集団「グライフ」のリーダーで、ヘルガベルド帝国に対してレジスタンス活動を行っている隻眼の女性。
真鍋の別作品にも多数出演しており、真鍋によると「キャラバンキッドの中の一話にゲスト登場したキャラですが、 気に入ったので、その後も色んな所に登場しています」とのこと。
シロタニ、オオキタ、ミタニ、ナベサン、サカモト、タイショウ、ヤマシタ
バボの友人であるアコギ人7名。キュラウェルに進入したミアンたちと偶然遭遇し、以後脱出までミアンたちと行動を共にする。
クリエイター
地球人類の事を指すらしくシオン・ミアンなどの汎用アンドロイドを作りワタル達の惑星へと送り込んだ造物主（エンジニア集団？）
科学力が現在の地球より相当進んでおり数千年先の文明が終末期の地球かと思われる。
アンドロイドはもちろん巨大宇宙船も建造できる力を有している？らしい。
作中では銀河帝国を作るほどに発展。種としての限界を迎えているらしく色々焦っている模様。ミアンやシオンといった自分たちが造り出した者たちが想定外の行動・感情を現した事実にも驚いている。
シオンのようにアンドロイドが叛乱を起こした場合、懲罰艦隊を送り場合によっては惑星ごと消滅させるケースもあるらしいが、宇宙に出られない下層惑星の住民を啓蒙する意思もない訳ではない。